# Sierra Leone op de Olympische Zomerspelen 1992
Sierra Leone nam deel aan de Olympische Zomerspelen 1992 in Barcelona, Spanje. Het was de vijfde deelname van het land aan de Olympische Zomerspelen.
De elf deelnemers, negen mannen en twee vrouwen, kwamen in actie op twaalf onderdelen in de olympische sporttak atletiek. De atleten Francis Dove-Edwin, Benjamin Grant en Francis Keita namen voor de tweede keer deel.

## Deelnemers en resultaten

### Atletiek
| Olympiër (deelname)                                           | Onderdeel       | Resultaat | Prestatie |
| ------------------------------------------------------------- | --------------- | --------- | --- |
| Sanusi Turay                                                  | 100m (m)        | 19e       | serie 8: 3de in 10,58 kwartfinale 4: 5de in 10,40 |
| Horace Dove-Edwin                                             | 200m (m)        | 39e       | serie 9: 4de in 21,38 kwartfinale 1: 7de in 21,80 |
| Foday Sillah                                                  | 400m (m)        | 42e       | serie 9: 6de in 47,00 |
| Prince Amara                                                  | 800m (m)        | 43e       | serie 8: 5de in 1.51,76 |
| Benjamin Grant                                                | 110m horden (m) | 32e       | serie 5: 7de in 14,27 |
| Francis Keita Denton Guy-Williams Paul Parkinson Sanusi Turay | 4x100m (m)      | 14e       | serie 2: 3de in 40,11 halve finale 1: 7de in 40,46 |
| Tom Ganda                                                     | verspringen (m) | 27e       | kwalificatie groep A: 12de met 7,67m |
|                                                               |                 |           | |
| Melrose Mansaray                                              | 200m (v)        | 42e       | serie 6: 7de in 24,67 |
| Melrose Mansaray                                              | 400m (v)        | 37e       | serie 5: 7de in 55,67 |
| Eunice Barber                                                 | 100m horden (v) | 35e       | serie 1: 7de in 15,01 |
| Eunice Barber                                                 | verspringen (v) | 29e       | kwalificatie groep A: 13de met 5,55m |
| Eunice Barber                                                 | zevenkamp (v)   | 26e       | 100m horden: 29ste in 14,79 hoogspringen: 28ste met 1,55m kogelstoten: 28ste met 10,71m 200m: 27ste in 25,66 verspringen: 24ste met 5,76m speerwerpen: geen geldige poging 800m: 21ste in 2.21,59 totaal: 4530 punten |

Albanië · Algerije · Amerikaanse Maagdeneilanden · Amerikaans-Samoa · Andorra · Angola · Antigua en Barbuda · Argentinië · Aruba · Australië · Bahama's · Bahrein · Bangladesh · Barbados · België · Belize · Benin · Bermuda · Bhutan · Bolivia · Bosnië en Herzegovina · Botswana · Brazilië · Britse Maagdeneilanden · Bulgarije · Burkina Faso · Canada · Centraal-Afrikaanse Republiek · Chili · China · Chinees Taipei · Colombia · Congo-Brazzaville · Cookeilanden · Costa Rica · Cuba · Cyprus · Denemarken · Djibouti · Dominicaanse Republiek · Duitsland · Ecuador · Egypte · El Salvador · Equatoriaal-Guinea · Estland · Ethiopië · Fiji · Filipijnen · Finland · Frankrijk · Gabon · Gambia · Gezamenlijk team · Ghana · Grenada · Griekenland · Groot-Brittannië · Guam · Guatemala · Guinee · Guyana · Haïti · Honduras · Hongarije · Hongkong · Ierland · IJsland · India · Indonesië · Irak · Iran · Israël · Italië · Ivoorkust · Jamaica · Japan · Jemen · Jordanië · Kaaimaneilanden · Kameroen · Kenia · Koeweit · Kroatië · Laos · Lesotho · Letland · Libanon · Libië · Liechtenstein · Litouwen · Luxemburg · Madagaskar · Malawi · Malediven · Maleisië · Mali · Malta · Marokko · Mauritanië · Mauritius · Mexico · Monaco · Mongolië · Mozambique · Myanmar · Namibië · Nederland · Nederlandse Antillen · Nepal · Nicaragua · Nieuw-Zeeland · Niger · Nigeria · Noord-Korea · Noorwegen · Oeganda · Oman · Oostenrijk · Pakistan · Panama · Papoea-Nieuw-Guinea · Paraguay · Peru · Polen · Portugal · Puerto Rico · Qatar · Roemenië · Rwanda · Saint Vincent‑Grenadines · Salomonseilanden · Samoa · San Marino · Saoedi-Arabië · Senegal · Seychellen · Sierra Leone · Singapore · Slovenië · Soedan · Spanje · Sri Lanka · Suriname · Swaziland · Syrië · Tanzania · Thailand · Togo · Tonga · Trinidad en Tobago · Tsjaad · Tsjecho-Slowakije · Tunesië · Turkije · Uruguay · Vanuatu · Venezuela · Verenigde Arabische Emiraten · Verenigde Staten · Vietnam · Zaïre · Zambia · Zimbabwe · Zuid-Afrika · Zuid-Korea · Zweden · Zwitserland · Onafhankelijke olympische deelnemers